# Euploea pygmaea
Euploea pygmaea är en fjärilsart som beskrevs av Moore 1883. Euploea pygmaea ingår i släktet Euploea och familjen praktfjärilar. Inga underarter finns listade i Catalogue of Life.